# Majdany-Leśniczówka
Majdany-Leśniczówka – część wsi Konopaty w Polsce, położona w województwie mazowieckim, w powiecie żuromińskim, w gminie Lubowidz.
W latach 1975–1998 Majdany-Leśniczówka administracyjnie należały do województwa ciechanowskiego.